# Сі-Так (Вашингтон)
Сі-Так (англ. SeaTac) — місто (англ. city) в США, в окрузі Кінг штату Вашингтон. Населення — 31 454 особи (2020).

## Географія
Сі-Так розташоване за координатами 47°26′36″ пн. ш. 122°17′56″ зх. д. / 47.44333° пн. ш. 122.29889° зх. д. (47.443330, -122.298767).  За даними Бюро перепису населення США в 2010 році місто мало площу 26,43 км², з яких 25,98 км² — суходіл та 0,45 км² — водойми.

## Демографія
Згідно з переписом 2010 року, у місті мешкало 26 909 осіб у 9533 домогосподарствах у складі 5913 родин. Густота населення становила 1018 осіб/км².  Було 10360 помешкань (392/км²).
Расовий склад населення:
| - 45,9 % — білих - 16,8 % — чорних або афроамериканців - 14,5 % — азіатів - 3,6 % — вихідців з тихоокеанських островів - 1,5 % — корінних американців - 11,6 % — осіб інших рас |

До двох чи більше рас належало 6,0 %. Частка іспаномовних становила 20,3 % від усіх жителів.
За віковим діапазоном населення розподілялося таким чином: 23,1 % — особи молодші 18 років, 67,2 % — особи у віці 18—64 років, 9,7 % — особи у віці 65 років та старші. Медіана віку мешканця становила 34,5 року. На 100 осіб жіночої статі у місті припадало 110,1 чоловіків;  на 100 жінок у віці від 18 років та старших — 113,3 чоловіків також старших 18 років.
Середній дохід на одне домашнє господарство  становив 58 003 долари США (медіана — 45 985), а середній дохід на одну сім'ю — 63 472 долари (медіана — 51 773). Медіана доходів становила 40 562 долари для чоловіків та 37 821 долар для жінок. За межею бідності перебувало 20,5 % осіб, у тому числі 34,5 % дітей у віці до 18 років та 9,3 % осіб у віці 65 років та старших.
Цивільне працевлаштоване населення становило 12 986 осіб. Основні галузі зайнятості: освіта, охорона здоров'я та соціальна допомога — 15,8 %, мистецтво, розваги та відпочинок — 15,1 %, транспорт — 12,6 %, роздрібна торгівля — 11,8 %.